# Дело Шавенковой
Дело Шавенковой — уголовное дело и судебный процесс над Анной Шавенковой, совершившей днём 2 декабря 2009 года в Иркутске на улице Ленина наезд на пешеходов. Автомобиль Toyota Corolla, за рулём которого находилась Анна Шавенкова, вылетел на тротуар и сбил двух женщин, проходивших мимо здания Байкальского государственного университета экономики и права, одна из которых скончалась, а вторая осталась инвалидом. Видеокамера на стене вуза зафиксировала, как 28-летняя Шавенкова вместо оказания помощи пострадавшим начала звонить по мобильному телефону и осматривать повреждения на своём автомобиле. После того, как видеозапись происшествия камерой наружного наблюдения попала в Интернет, событие вызвало широкий общественный резонанс.

## Ход событий
Днём в среду, 2 декабря 2009 года сёстры Елена и Юлия Пятковы шли по улице Ленина. Внезапно их сбил автомобиль Toyota Corolla, скорость была не установлена, по приблизительным оценкам — от 60 до 80 км/час.
По информации ГИБДД, водитель ехала по скользкой дороге, превышая скорость. В результате 34-летняя Елена Пяткова от полученных травм скончалась. Юлия Пяткова получила тяжелейшие повреждения опорно-двигательного аппарата, полгода провела в больнице, на всю жизнь оставшись инвалидом.

## Общественный резонанс
Водитель Анна Шавенкова — дочь председателя Избирательной комиссии Иркутской области Людмилы Шавенковой, консультант в аппарате фракции «Единой России» Иркутской областной думы. На следующий день запись камеры наружного наблюдения, зафиксировавшей ДТП, была выложена в Интернет. 15 марта 2010 года декабрьское событие обсуждали в передаче «Пусть говорят». Общественность возмутило нежелание Шавенковой раскаяться и извиниться. Присутствовавшая на передаче депутат Госдумы РФ Ирина Яровая обещала, что возьмёт дело под свой контроль, но обещания не сдержала. 19 августа 2010 года Шавенкова, обратившись в редакцию иркутского отделения «Комсомольской правды», извинилась.

## Судебные слушания
Анну Шавенкову обвинили по части 3 статьи 264 Уголовного кодекса Российской Федерации — нарушение правил дорожного движения и эксплуатации транспортного средства, повлёкшее по неосторожности смерть человека и причинение тяжкого вреда здоровью человека. Первое официальное слушание было назначено на 26 июля 2010 года, но семья Пятковых выступила с ходатайством перенести его. Стоит заметить, что до покупки Toyota Corolla Шавенкова 7 лет не управляла автомобилем, также подсудимая имеет 2 штрафа за нарушения правил дорожного движения. 12 августа состоялось первое слушание. Был вынесен приговор: назначить наказание Анне Шавенковой в виде 2,5 лет лишения свободы в колонии-поселении и лишить Шавенкову права управлять автомобилем на 5 лет.
Руководствуясь статьёй 82 УК РФ, суд постановил отложить исполнение наказания на 14 лет — до достижения 14-летнего возраста сына подсудимой, которого она родила накануне суда.
Решение о 14-летней отсрочке наказания вызвало возмущение в российском обществе и стало причиной обвинений суда в коррумпированности и необъективности (мать осуждённой занимает высокий пост в области).
17 августа ввиду смягчающих обстоятельств[каких?] судья заменил 5-летнее лишение права управлять автомобилем на трёхлетнее. Решение о 2,5-летнем лишении свободы в колонии-поселении и его отсрочка на 14 лет остались в силе.
Пятковы остались недовольны приговором и выразили намерение его обжаловать. В тот же день известный российский адвокат Анатолий Кучерена предложил семье Пятковых юридическую помощь и поддержку.
Однако судебная коллегия по уголовным делам Иркутского областного суда 6 мая 2011 года причин для пересмотра наказания не нашла. Верховный суд также отказал в пересмотре дела.
25 мая 2015 года на заседании Октябрьского районного суда города Иркутска принято решение об освобождении Анны Шавенковой от уголовной ответственности в связи с амнистией в честь 70-летнего юбилея Победы. Оглашение амнистии привело к новому всплеску общественного недовольства судебной системой, что вылилось, в том числе, в создании петиции с требованием справедливого пересмотра дела.

## Разное
Судья Владимир Жданов, который вёл дело Шавенковой, получил повышение указом президента РФ от 23 апреля 2015 года и назначен на должность судьи Иркутского областного суда.
Депутаты Госдумы сочли обоснованной амнистию для Анны Шавенковой.

## В искусстве
- В 2020 году был опубликован фильм Ануши Каэдэ «Правосудие для всех».[15][16]

### Видео
- Анна Шавенкова. Видеокамера наружного наблюдения. YouTube (17 августа 2010).
- Убийца из ДТП под Иркутском освобождена. Репортаж НТВ. YouTube (17 августа 2010).
- Эффект Шавенковой. Как безнаказанно убить человека. РИА НОВОСТИ. YouTube (22 февраля 2010).